# Championnat de France de football gaélique 2015
 (octobre 2016).
Si vous disposez d'ouvrages ou d'articles de référence ou si vous connaissez des sites web de qualité traitant du thème abordé ici, merci de compléter l'article en donnant les références utiles à sa vérifiabilité et en les liant à la section « Notes et références ».
Navigation
Édition précédente Édition suivante
Le Championnat de France de football gaélique 2015 est la 10e édition du championnat de football gaélique organisé en France. Elle a regroupé les équipes de:
- Clermont GFC Clermont-Ferrand
- Lugdunum CLG Lyon
- Niort Gaels
- Paris Gaels
- Tolosa Gaels Toulouse
- Bordeaux Gaelic Football
- Gaelic FC du pays de Coutances
- Football gaélique de Naives
- Lille Football gaélique

## Équipes engagées
|  |

## Championnat de Bretagne
| GF Bro-Leon Brest | Gwenrann FG Guérande | EG Haute-Bretagne Liffré | Lorient GAC | Nantes Football gaélique | Rennes Ar Gwazi Gouez | Kerne FG Cornouaille | GF Bro Sant-Brieg St-Brieuc | Gwened Vannes FG |